# Erisbel Arruebarrena
Barbaro Erisbel Arruebarrena Escalante (né le 25 mars 1990 à Cienfuegos, Cuba) est un joueur d'arrêt-court de la Ligue majeure de baseball.

## Carrière

### Cuba
Erisbel Arruebarrena s'aligne avec les Elefantes de Cienfuegos de la Serie Nacional cubaine de 2007 à 2012 et joue avec l'équipe nationale de Cuba aux Jeux panaméricains de 2011, à la Semaine de baseball de Haarlem 2012, à la Classique mondiale de baseball 2013 et au Tournoi World Port 2013.
En novembre 2013, il fait défection de son pays natal et se réfugie à Haïti.

### Ligue majeure de baseball
Arruebarrena, un joueur d'arrêt-court principalement reconnu pour ses aptitudes défensives,, signe le 22 février 2014 un contrat de 25 millions de dollars US avec les Dodgers de Los Angeles de la Ligue majeure de baseball. Initialement assigné aux Lookouts de Chattanooga, le club-école de niveau Double-A des Dodgers en ligue mineure, Arruebarrena fait ses débuts dans le baseball majeur avec Los Angeles le 23 mai 2014. Le lendemain, il réussit face au lanceur David Buchanan des Phillies de Philadelphie son premier coup sûr dans les majeures.